# Chalcha (Fluss)
Die Chalcha (mongolisch Халхын гол, Chalchyn gol; chinesisch 哈拉哈河, Pinyin Halaha He), teilweise auch gelistet als Chalch, ist ein 233 Kilometer langer Fluss in der Mongolei und China in Ostasien. 
Bezüglich der Länge steht er an 23. Stelle der Flüsse der Mongolei. 
Die Chalcha hat ihren Ursprung im Großen Hinggan-Gebirge.
Sie fließt zuerst in nördlicher Richtung, wendet sich dann nach Westen und verlässt das Bergland.
Sie verläuft durch die chinesische Region Hulun Buir in der Inneren Mongolei und das mongolische Dornod-Aimag. Der Fluss verläuft ein Stück entlang der Grenze. Schließlich erreicht der Fluss das Ostufer des Sees Buir Nur und mündet in diesen.  
Anfang der 1930er Jahre wurden am Chalchin Gol im Grenzgebiet der Mongolischen Volksrepublik zu Mandschukuo riesige Gold- und Kupfervorkommen entdeckt. Wegen vermeintlich ungeklärter Grenzverläufe kam es zwischen diesen beiden damaligen Satellitenstaaten ab 1932 zu ständigen militärischen Konflikten, die 1939 in der Gegend um Nomonhan zum Japanisch-Sowjetischen Grenzkrieg führten.